# Hana yori dango
 (juillet 2010).
Si vous disposez d'ouvrages ou d'articles de référence ou si vous connaissez des sites web de qualité traitant du thème abordé ici, merci de compléter l'article en donnant les références utiles à sa vérifiabilité et en les liant à la section « Notes et références ».
Pour les articles homonymes, voir Hana yori dango (homonymie).
Autre
Hana yori dango (花より男子) est un shōjo manga de Yōko Kamio comptant 37 volumes, prépublié dans le magazine Margaret de 1992 à 2003. Ce manga a rencontré un très grand succès au Japon mais également en Asie, de sorte qu'il s'est vu adapté en film live (Hana Yori Dango), en série TV animée de 51 épisodes, et en plusieurs séries TV : une adaptation taïwanaise sous le titre Meteor Garden, en japonais sous le même nom Hana Yori Dango, coréenne sous le nom de Boys Over Flowers et chinoise Meteor Shower. La série japonaise a également donné naissance à un nouveau film en 2008, concluant la série en reprenant la même équipe. 
Le titre est un jeu de mots sur le proverbe japonais « Hana yori dango » (花より団子), littéralement « des boulettes de pâte de riz plutôt que des fleurs ». Le sens est qu'il vaut mieux préférer quelque chose d'utile (les boulettes) à quelque chose d'esthétique (les fleurs). Dans le titre du manga, dango s'écrit 男子, qui se lit habituellement danshi mais peut aussi se lire dango, et veut dire le jeune homme. Qui se traduit alors, « Les hommes sont préférables aux fleurs ».
La série est un grand succès, étant en 2007 le deuxième manga pour filles le mieux vendu de l'histoire du Japon avec un total de plus de 60 millions d'exemplaires (ce qui suppose plus d'un million pour chaque tome). Le manga remporte le prix Shōgakukan dans la catégorie Shōjo en 1996.

## Synopsis
Hana yori dango raconte l'histoire de Tsukushi Makino, seize ans, dont les parents ont tout sacrifié pour l'envoyer à Eitoku, une école privée pour enfants de bonne famille, très au-dessus de leurs moyens, dans l'espoir de récolter un beau et riche gendre.
La vision de Tsukushi n'est pas vraiment la même. Il faut dire que l'ambiance qui règne là-bas est exécrable. Les élèves sont mauvais jusqu'à l'os, tels des stéréotypes d'enfants de riches, surtout le F4, un groupe de quatre garçons extrêmement riches et qui font la loi à Eitoku. Quiconque s'oppose aux F4 recevra le fameux carton rouge et se fera persécuter par toute l'école. Makino est bien décidée à rester dans son coin pendant les deux ans qui lui restent, et à se consacrer à ses études.
Mais voilà qu'un jour, la seule amie de Tsukushi, Makiko, trébuche sur Tsukasa Dômyôji, le chef du F4 et héritier du groupe Dômyôji, le plus riche du Japon. Celle-ci implore son pardon mais les garçons ne semblent pas prêts à l'écouter. Tsukushi prend alors son courage à deux mains et défend son amie. Le lendemain, elle reçoit le carton rouge. La tension monte jusqu'à la déclaration de guerre ! Dômyôji, le plus dangereux des quatre, voit sa fierté bafouée et élabore toutes sortes de plans pour « torturer » Tsukushi.
Reniée par toute l'école, Tsukushi trouve du réconfort auprès de Rui Hanazawa, membre calme et réservé du F4. Bientôt sous le charme de celui-ci, Tsukushi résiste et donne du fil à retordre aux trois autres. Elle est déterminée à ne pas se laisser faire et n'hésite pas à remettre Dômyôji en place, ce qui ne le laisse pas indifférent.
Qui aurait cru que le fort caractère de Tsukushi lui permettrait de s'intégrer au sein du F4 ? La plus pauvre du lycée qui traîne avec les plus riches et les plus populaires... Cette situation ne tarde pas à attirer la méchanceté des autres élèves envers Tsukushi. Les épreuves sont dures mais Tsukushi se relève plus forte à chaque fois. Dômyôji tombe peu à peu éperdument amoureux d'elle mais ne réfléchit pas avant d'agir. Il ne connaît rien à l'amour, et résout tout par la violence ou l'intimidation... Sa maladresse fait qu'elle le déteste toujours plus. Dômyôji finira par changer de caractère peu à peu. Mais, si Rui tombait amoureux de Makino ?

## Fiche
- Auteur : Yōko Kamio
- Nombre de volumes : 37 (série terminée), le dernier étant un tome bonus sorti quelques années après la conclusion de la série. L'édition collector compte 20 tomes.
- Nombre de volumes parus en France : 37
- Éditeur japonais : Shueisha, collection Margaret.
- Éditeur français : Glénat

## Adaptation enanime

### Série téléviséeanime

#### Fiche technique
- Nombre d'épisodes : 51
- Date de la série : 1996 - 1997
- Studio de production : Tōei animation
- Producteur : Tetsu Kotake (ABC), Yasuo Kameyama (Asatsu), Takashi Horiuchi (Asatsu), Hiromi Seki
- Directeur : Shigeyasu Yamauchi
- Animation des personnages : Yoshihiko Umakoshi
- Directeur artistique : Shinzo Yuki et Yukie Yuki
- Musique: Michiru Oshima
- Générique d'ouverture : Futsû no Nichiyôbi ni (An Ordinary Sunday), par Tomohiko Kikuta
- Génériques de fin : Kenka no Ato de, par Tomohiko Kikuta, puis Todoku ka na par CaYOKO

#### Seiyū
- Makino Tsukushi : Maki Mochida
- Dômyôji Tsukasa : Matsumoto Jun
- Hanazawa Rui : Kōji Yamamoto
- Tsubaki Dômyôji : Chiho Ohkawa
- Shizuka Tôdô : Keiko Imamura
- Sakurako : Rumi Shishido
- Kazuya Aoike : Yoji Ietomi
- Sôjiro Nishikado : Yoshihiko Akaida
- Akira Mimasaka : Tsuyoshi Abe

#### Liste des épisodes
1. Déclaration de guerre !
2. Une fille sans nom !
3. Je ne serai pas blessée !
4. Un duo commun !
5. Ce type, lui et moi !
6. Cendrillon pour une nuit
7. Nuit d'amour à Atami.
8. Un nouveau semestre de cauchemars !!
9. Tsukasa Dômyôji disjoncte !
10. Celle qui abandonne tout.
11. L'amour au-delà de l'horizon.
12. Un rendez-vous sous la neige.
13. Un développement trop rapide.
14. Le secret de Sakurako.
15. Disparais de ma vue !!
16. Crois en moi !
17. Je t'ai enfin attrapée.
18. Veux-tu sortir avec moi ?
19. Un petit oiseau qui s'agite dans mon cœur.
20. Une douce nuit de trahison.
21. Crime et châtiment d'un baiser.
22. Premier rendez-vous en eaux troubles !
23. Le retour de Tsubaki Dômyôji !
24. La tempête de l'amour ! Exclus d'Eitoku !?
25. Deux façons d'aimer.
26. Une nuit ensemble sans sommeil !
27. Dômyôji part pour New York !!
28. Tsukushi part pour le Canada !!
29. Son corps contre le mien !
30. Veux-tu un ami ?
31. Le choc ! Un autre carton rouge
32. Dômyôji... ne viendra pas !?
33. Un jour, nous en rirons
34. La femme de ma vie !
35. Des amoureux en fuite !?
36. Le plan secret de la mère de Tsukasa
37. Une confrontation planifiée !
38. Je vais te dresser !!
39. Le triangle maudit
40. Renversement amoureux
41. L'aube d'un nouveau jour
42. Surprise ! Un double rendez-vous !
43. Les bleus au cœur
44. Tu n'es pas la bonne personne !
45. Ouvre ton cœur
46. La tornade approche !
47. Une nouvelle étudiante à Eitoku !
48. Études à l'étranger !!
49. Notre nouvelle relation
50. Il est temps de dire adieux
51. I-N-T-E-R-M-I-N-A-B-L-E

### Filmanime
Ce film anime est une version alternative de l'histoire originale, dérivée de la série anime, avec les mêmes doubleurs.
- Sortie : 8 mars 1997 (Japon)
- Chansons du film : Wish, Love So Sweet, et One Love, par Arashi

## Adaptation endramajaponais
C'est le groupe japonais Arashi (dont fait partie Jun Matsumoto) qui interprète les deux titres des génériques du drama, 'Wish' pour la saison 1 et 'Love so sweet' pour la seconde saison.
La chanson 'Planetarium' d'Ai Otsuka figure dans la bande originale de la première saison. Quant à la deuxième saison, Utada Hikaru interprète la chanson 'Flavor of Life'.

## Œuvres dérivées
Manga
- Hana nochi Hare, suite entre 2015 et 2019.

Films
- Hana Yori Dango, sorti en 1995.
- Hana Yori Dango Final, sorti le 28 juin 2008. (Suite des 2 saisons du drama japonais)

Drama
- Drama taïwanais - Meteor Garden (2001)
- Drama sud-coréen - Boys Over Flowers (2009)
- Drama chinois - Meteor Shower (2009-2010)
- Drama chinois - Meteor Garden (2018-2018) Netflix
- Drama thailandais - F4 Thailand : Boys Over Flowers (2021-2022)

### Documentation
- Marie-Saskia Raynal, « Hana yori dango », dans Manga 10 000 Images n°3, Versailles : Éditions H, septembre 2010, p. 194-195.